# 西真利奈
西 真利奈（にし まりな、1988年4月12日 - ）は、愛知県出身のタレント。別名、marina.。セントラルジャパン東京オフィス所属。身長148cm、体重41kg。

## 略歴
愛知県立豊田西高等学校から名城大学農学部応用生物科学科卒業。大学に通いながらヘアメイク三輪紘子に師事し、2011年セントラルジャパン所属。
美容師免許は取得していない。